# La caída
La caída è un film drammatico del 1959 diretto da Leopoldo Torre Nilsson, tratto dall'omonimo romanzo di Beatriz Guido, scrittrice argentina e moglie del regista.
È stato presentato in concorso alla 9ª edizione del Festival di Berlino.

## Trama
Albertina è una studentessa universitaria assunta da una vedova per prendersi cura di lei e dei suoi quattro figli. Presto la ragazza scopre che i ragazzi vivono una vita propria, indipendente dalla loro madre che li trascura. L'atmosfera del luogo è affascinante ma allo stesso tempo malsana e Albertina si trova gradualmente imprigionata, tanto che quando un giovane avvocato si innamora di lei non riuscirà a trovare il modo di seguirlo.

## Distribuzione
Il film è stato distribuito in Argentina dal 26 febbraio 1959. Lo stesso anno è stato proiettato al Festival di Berlino e in anni recenti è stato riproposto al Festival internazionale del cinema di Mar del Plata (13 marzo 2002) e al Los Angeles Film Festival (giugno 2010).

### Date di uscita
- Argentina (La caída) - 26 febbraio 1959
- Francia (La chute) - 1 aprile 1970
- Belgio (The Fall) - 5 novembre 1971

## Riconoscimenti
- 1959 - Festival internazionale del cinema di Berlino

Nomination Orso d'oro
- 1960 - Asociación de Cronistas Cinematográficos de la Argentina

Miglior film
Miglior regista a Leopoldo Torre Nilsson
Miglior attrice non protagonista a Lydia Lamaison
Miglior sceneggiatura non originale a Beatriz Guido e Leopoldo Torre Nilsson